# Парольдо
Парольдо (итал. Paroldo) — коммуна в Италии, располагается в регионе Пьемонт, в провинции Кунео.
Население составляет 239 человек (2008 г.), плотность населения составляет 20 чел./км². Занимает площадь 12 км². Почтовый индекс — 12070. Телефонный код — 0174.
Покровительницей коммуны почитается Пресвятая Богородица (Maria Addolorata), празднование 15 сентября.

## Демография
Динамика населения:

## Администрация коммуны
- Официальный сайт: http://www.comune.paroldo.cn.it Архивная копия от 8 января 2022 на Wayback Machine